# 三輪公忠
三輪 公忠（みわ きみただ、1929年7月25日 - ）は、日本の国際政治学者。上智大学名誉教授。専門は、国際関係史。日米関係史や日本とカナダ、環太平洋地域関係に関する研究などで知られる。

## 来歴
長野県松本市生まれ。旧制松本中学、松本高等学校理科を経て、上智大学を中退し、1955年ジョージタウン大学卒業。同大学院修士課程を経て、1967年プリンストン大学大学院歴史学専攻博士課程修了。Ph.D（歴史学）。
1957年より上智大学講師、1964年助教授を経て、1969年同国際関係研究所教授。1984年同所長。同大学アメリカ・カナダ研究所所長も務めた。2000年名誉教授。

## 著書

### 単著
- 『環太平洋関係史――国際紛争のなかの日本』（講談社現代新書, 1968年)
- 『松岡洋右――その人間と外交』（中央公論社・中公新書, 1971年）
- 『日米関係の意識と構造』（南窓社, 1974年）
- 『地方主義の研究』（南窓社, 1975年）
- 『共同体意識の土着性』（三一書房, 1978年）
- 『日本・1945年の視点』（東京大学出版会[UP選書], 1986年、新装復刊2014）
- 『アメリカ留学記――私の洋行回顧録1952‐57』（光人社, 1997年）
- 『隠されたペリーの「白旗」――日米関係のイメージ論的・精神史的研究』（上智大学, 1999年）
- 『歴史の散索道――『葉隠』、三輪山、キリシタン、そして「北方領土」…』（彩流社, 2000年）
- 『日本・アメリカ対立と協調の150年――江戸から現代まで、アメリカの戦略を検証する』（清流出版, 2005年）
- 『安曇野の空よ、大地よ』（彩流社、2007）
- 『ミケランジェロ―ー裸身の神曲』（彩流社、2016）

### 共著
- （P.B.オブラス）『文化と伝統――英語で語る日本』（旺文社, 1984年）

### 編著
- 『日本の社会文化史：総合講座（7）――世界の中の日本』（講談社, 1974年）
- 『日本の一九三〇年代――国の内と外から』（創流社, 1980年）
- 『日本の一九三〇年代――国の内と外から』（彩流社, 1981年）
- 『再考・太平洋戦争前夜――日本の一九三〇年代論として』（創世記, 1981年）
- 『日米危機の起源と排日移民法』（論創社, 1997年）

### 共編著
- Postwar trends in Japan : studies in commemoration of Rev. Aloysius Miller, S.J, co-edited with Shunichi Takayanagi ,(University of Tokyo Press , 1975).
- （川田侃）『現代国際関係論――新しい国際秩序を求めて』（東京大学出版会, 1980年）
- （中井晶夫）『権力と人間――第二次大戦前後の諸潮流』（彩流社, 1988年）
- （西野照太郎）『オセアニア島嶼国と大国』（彩流社, 1990年）
- （ジョン・シュルツ）『カナダと日本――21世紀への架橋』（彩流社, 1991年）
- Canada and Japan in the twentieth century, co-edited with John Schultz ,(Oxford University Press , 1991).
- （戸部良一）『日本の岐路と松岡外交 1940-1941』（南窓社, 1993年）
- （中井晶夫・蝋山道雄）『独ソ・日米開戦と五十年後――日・米・独・ソ国際シンポジウム』（南窓社, 1993年）